# Giuseppe Azzini
Giuseppe Azzini (Gazzuolo, província de Màntua, 26 de març de 1891 – Ospedaletti, 11 de novembre de 1925) va ser un ciclista italià, germà de Luigi i Ernesto Azzini, que fou professional entre 1912 i 1924. Com tants d'altres esportistes de l'època va veure tallada la seva progressió per culpa de la Primera Guerra Mundial. Com a amateur es proclamà Campió d'Itàlia el 1911. Va destacar com a rodador i gregari de Costante Girardengo. Va prendre part en set edicions del Giro d'Itàlia, aconseguint quatre victòries d'etapa. També guanyà la Milà-Torí el 1913. Va morir molt jove, als 34 anys, fruit d'una tuberculosi.

## Palmarès
- 1911
  -  Campió d'Itàlia amateur
  - 1r al Giro d'Úmbria
- 1913
  - 1r a la Milà-Torí
  - Vencedor de 2 etapes del Giro d'Itàlia
- 1914
  - Vencedor de 2 etapes del Giro d'Itàlia
- 1920
  - 1r al Giro de la província de Milà, amb Gaetano Belloni
- 1921
  - 1r al Giro de la província de Milà, amb Costante Girardengo

### Resultats al Giro d'Itàlia
- 1912. 6è de la classificació general per equips
- 1913. 3r de la classificació general. Vencedor de 2 etapes
- 1914. Abandona. Vencedor de 2 etapes
- 1919. Abandona
- 1920. Abandona
- 1921. Abandona
- 1922. Abandona